# Coppa Milano-Sanremo
La Coppa Milano-Sanremo è la corsa automobilistica più antica d'Italia in quanto la sua prima edizione si è disputata nell'aprile 1906, da allora molte sono le edizioni che si sono susseguite.

## Storia

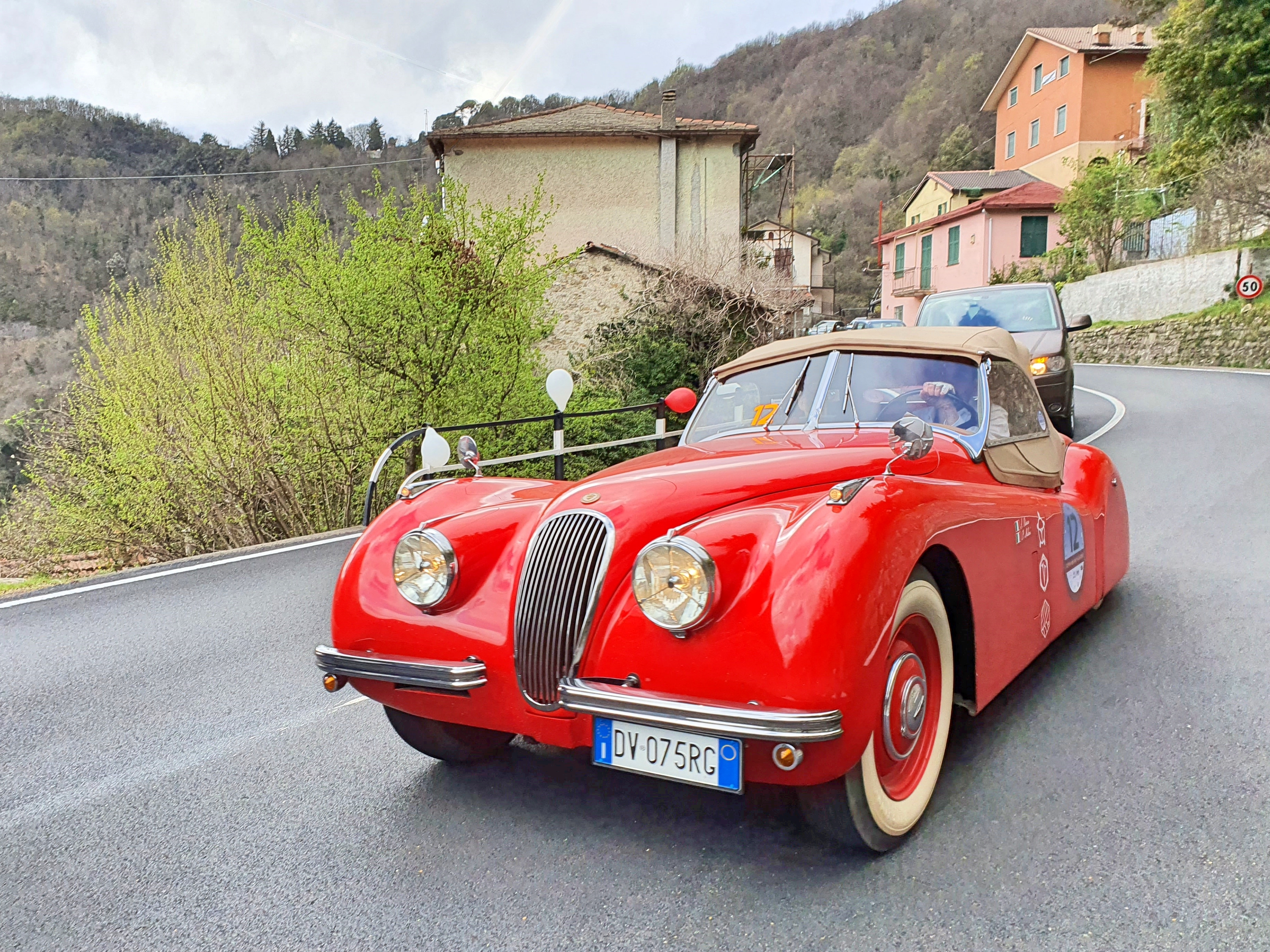
Una Jaguar XK 120 a Boasi, località dell'Appennino Ligure, il 1º aprile 2022 durante la XIII Coppa Milano-Sanremo

## Albo d'oro
| Anno                  | Piloti                                                                                   |
| --------------------- | ---------------------------------------------------------------------------------------- |
| 1906                  | Tamagni, Maffeis                                                                         |
| 1929                  | Ottolenghi, Restelli, Rustici, Musso, Pedrini, Castelli                                  |
| 1930                  | Dell’Acqua, Magni, Negretti, Rebosio, Terracina, Storero                                 |
| 1931                  | Bianchi Anderloni Rakmilovich                                                            |
| 1932                  | Tosi                                                                                     |
| 1933                  | S.A.R. Adalberto di Savoia                                                               |
| 1934                  | C. Emanuele Restelli                                                                     |
| 1935                  | Ercole Bonacina                                                                          |
| 1937                  | Arnaldo Carri                                                                            |
| 1938                  | Italo Pezzoli                                                                            |
| 1939                  | Virginio Cattaneo                                                                        |
| 1948                  | Giovanni Legnani                                                                         |
| 1949                  | Athos Locatelli                                                                          |
| 1950                  | Adriano Fusar Poli - Aldo Simonetta                                                      |
| 1951                  | Brugnoli, Moroni, Lualdi, Mantovani, Restelli, Castiglioni, Bosisio, Martinengo, Maderna |
| 1952                  | Sorrentino, Crotti, Rossi, Villa, Faini, Gianbertone, Bianchi, Melani, Nichy             |
| 1953                  | Piercarlo Dubini                                                                         |
| 1954                  | Emilio Beretta                                                                           |
| 1955                  | Alessandro Milesi                                                                        |
| 1956                  | Lucio Marini                                                                             |
| 1957                  | Nino Magistro                                                                            |
| 1958                  | Gianni Asquini                                                                           |
| 1961                  | Renato Berio                                                                             |
| 1962                  | Aldo Morgantini                                                                          |
| 1963                  | Arnaldo Mareda                                                                           |
| 1965                  | Aldo Morgantini                                                                          |
| 1966                  | Ferdinando Tecilla                                                                       |
| 1967                  | Piercarlo Borghesio                                                                      |
| 1968                  | Franco Gancia                                                                            |
| 1969                  | Picci                                                                                    |
| 1970                  | Giuliano Canè                                                                            |
| 1971                  | Giuliano Canè                                                                            |
| 1972                  | Giuliano Canè                                                                            |
| 1973                  | Giorgio Pavanello                                                                        |
| Rievocazioni storiche |                                                                                          |
| 2003                  | Lui - Sassi                                                                              |
| 2004                  | Bongiorno - Pellegrino                                                                   |
| 2005                  | Giansante - Mosca                                                                        |
| 2006                  | Pellegrino - Napoli                                                                      |
| 2007                  | Rapisarda - Colombo                                                                      |
| 2008                  | Lui - Sassi                                                                              |
| 2009                  | Passanante - Messina                                                                     |
| 2010                  | Moceri - Labate                                                                          |
| 2011                  | Moceri - Labate                                                                          |
| 2018                  | Salvinelli - Ceccardi                                                                    |